# Ruy López de Villalobos

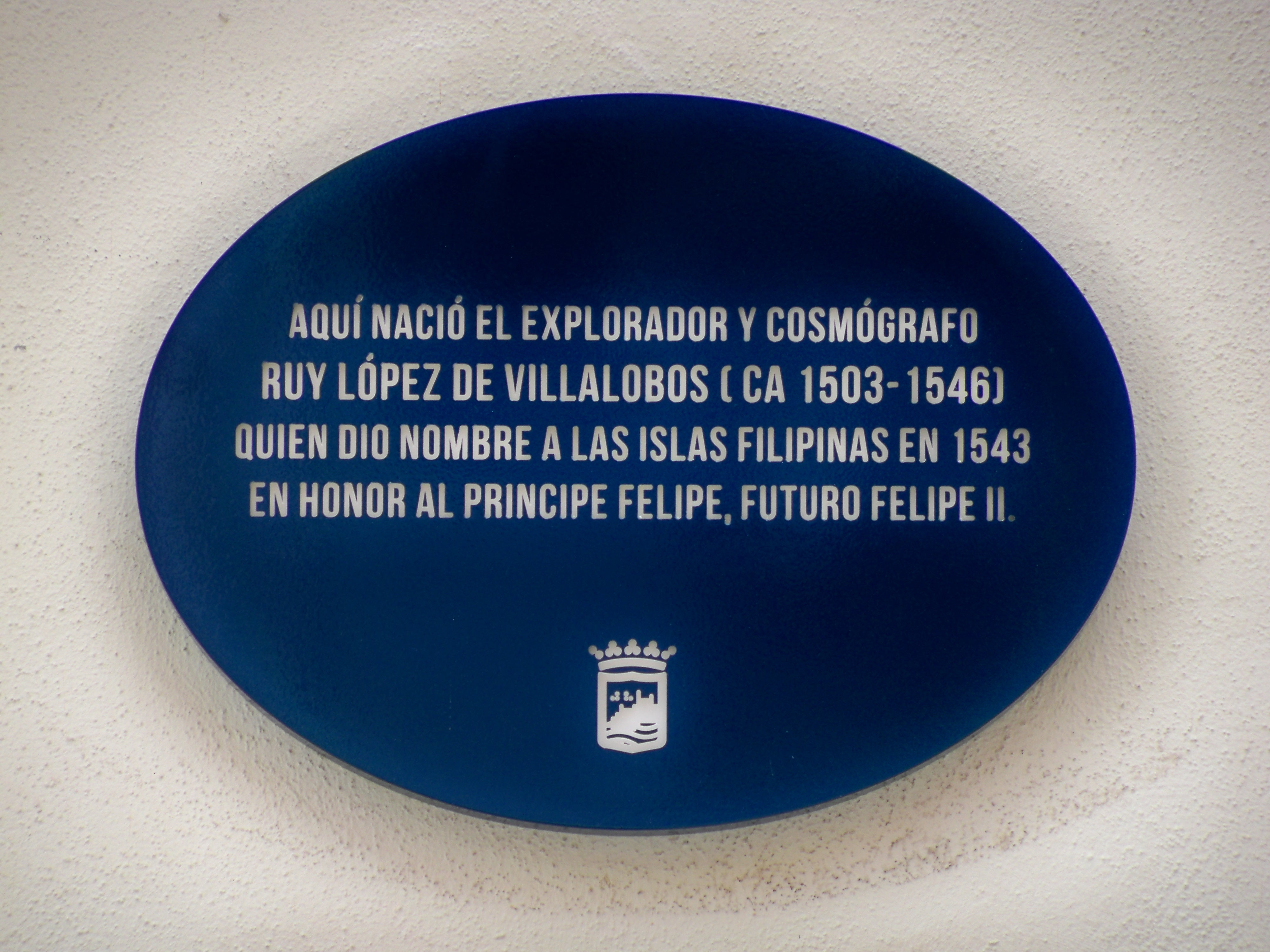
Gedenktafel zu Ehren von Ruy López de Villalobos (ca. 1500–1546) in der Calle Compañía 21, Málaga

Ruy López de Villalobos (* um 1500 in Málaga; † 4. April 1546 in Ambon, Molukken) war ein spanischer Entdecker, der auf der Suche nach den Gewürzinseln den Pazifik überquerte, dabei Palau entdeckte und 1543 die Philippinen erreichte. Er ist dafür bekannt, dass er die Philippinen nach Philipp II. von Spanien benannte.

## Leben
Ruy López de Villalobos wurde vermutlich zwischen 1505 und 1510 in Málaga geboren und war entweder ein Sohn des Hofarztes und Dichters Francisco López de Villalobos (um 1443–1549), der im Dienst des „katholischen Königs“ Ferdinand von Aragon stand, oder er wurde als Rodrigo de Villalobos geboren. Dann wäre er der Sohn des Juan de Villalobos und dessen zweiter Frau Juana de Vargas. Er war über die Familie Vargas mit Antonio de Mendoza, dem ersten Vizekönig von Neuspanien, verwandt, dem er seine Ernennung an der Spitze der Armada de Poniente im Jahr 1541 verdankte und der ihn mit einer Expedition nach Ostindien beauftragte, um neuen Handelsrouten zu erkunden.
Die kleine Flotte unter dem Kommando von Ruy López de Villalobos lief am 1. November 1542 aus dem Hafen von Barra de Navidad in Mexiko aus. Sie erkundeten neue Routen im Pazifik, erreichten die Revillagigedo-Inseln und ankerten vor der vom spanischen Seefahrer Hernando de Grijalva 1533 entdeckten Insel Inocentes, die López de Villalobos in La Anublada umbenannte. Heute heißt diese Insel San Benedicto.
1543 erreichte die Flotte Luzon, wo sie kurze Zeit ankerte. Von dort aus fuhren sie weiter nach Südosten, bis sie die Inseln Samar und Leyte erreichten, die Villalobos die „Philippinen“ nannte. Wegen der Feindseligkeit der Einheimischen, des Hungers und des Verlustes eines Schiffs mussten die Expeditionsteilnehmer die Siedlung aufgeben, die sie auf den Philippinen aufgebaut hatten, und beendeten die Expeditionsreise.
Die Spanier, denen nur zwei Schiffe verblieben waren, die San Juan und die San Cristóbal, suchten auf den Molukken Schutz, die von den Portugiesen beherrscht wurden. Das löste einen weiteren Konflikt aus, nun zwischen Europäern. Es kam zu mehreren Scharmützeln zwischen den Portugiesen und den Spaniern. Am 4. November 1545 musste López de Villalobos kapitulieren und sich in portugiesische Gefangenschaft begeben. Fünf Monate später starb er in seiner Gefängniszelle auf der Insel Ambon (damals „Amboyna“). Ein Rest der Mannschaft, mit der er an Allerheiligen 1542 losgesegelt war, konnte nach Neuspanien zurückkehren.